# اژدهاماهی‌ها (سرده)
اژدهاماهی‌ها (سرده) (نام علمی: Stomias) نام یک سرده از تیره اژدهاماهیان است.